# Carreteras de La Guajira

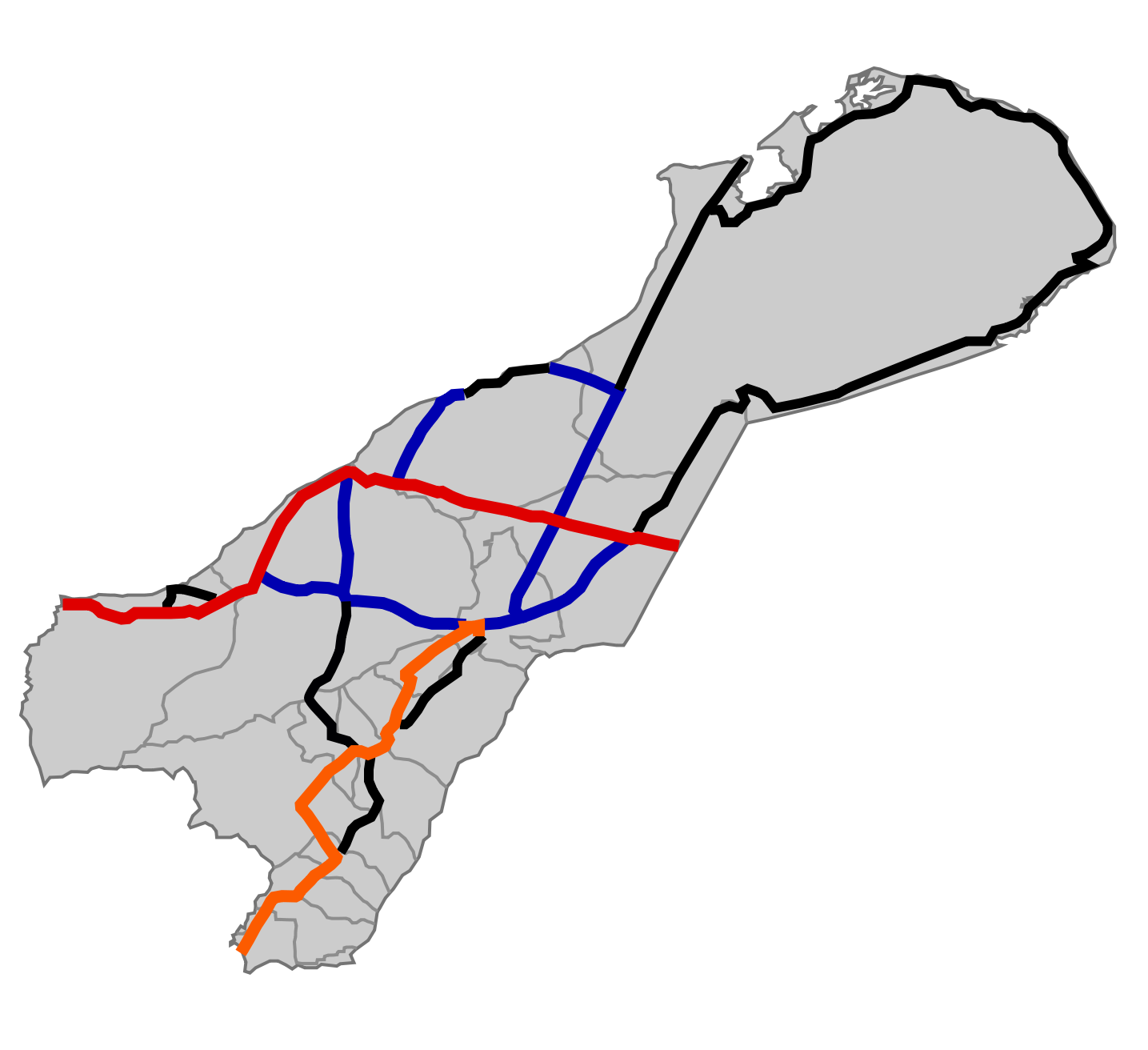
Red de carreteras de La Guajira (2010)

Las carreteras de La Guajira constituyen una red de vías que permite la comunicación del Departamento La Guajira, con muchos corregimientos de sus municipios, y con el resto de Colombia y Venezuela; su nomenclatura se rige según lo estipulado por la Red Nacional de Vías colombianas. En la actualidad se ha incrementado su red vial, a diferencia de tres décadas atrás, cuando sólo existían dos principales carreteras pavimentadas.
En La Guajira la comunicación dependía de trochas (carreteras informales), que facilitaban la comunicación entre las poblaciones, asimismo como de entrada a Venezuela, y a los dos departamentos de Colombia con los cuales limita. También se usaban para tránsito del contrabando, situación que persiste en la actualidad.
Las carreteras informales eran surcada en toda sus direcciones por vehículos todo-terreno, motocicletas y otros automóviles; que por lo general, eran procedentes de la industria automotriz venezolana. El resto del país se comunicaba con la tradicional chiva (bus semi-artesanal), carretas con mulas; y avión, por quienes podían pagar sus costos. Tal situación se debía a que no existía una infraestructura vial ante una topografía muy truncada.
Este Departamento fue casi inaccesible para el resto de Colombia por transporte terrestre. Sin embargo, internamente la movilidad era y es normal, con irregularidades en días de precipitaciones. En la actualidad, existe una carretera que conecta a Paraguachón con Maicao, y desde esa ciudad, a Riohacha con Dibulla; y otra que recorre la micro ciudad de Albania hasta La Jagua del Pilar, por todo el sur. Estas dos vías son muy importantes para el transporte de productos comerciales, mineros, agrícolas y de personas, y se conectan con muchas trochas que aún existen.
La mayor parte del centro y norte de La Guajira, no poseen una red vial completa, sólo una carretera privada que inicia en cercanías a una mina de carbón y se interseca con la Troncal del Caribe, dicha intersección es llamada «Cuatro Vías»; y de allí conduce a Uribia, y doblando en dirección a la costa, a Manaure. El resto del territorio está surcado por trochas marcadas por trillas (rastro que dejan los neumáticos) en el desierto.

## Red Primaria
A esta categoría pertenecen las tres vías más importantes, que le permiten la interconexión con el Departamento del Magdalena y el Departamento del Cesar.

### Transversal del Caribe (Ruta 90)
Esta vía ingresa al departamento en el corregimiento de Palomino. Recorre los municipios de Dibulla, Riohacha y Maicao, finalizando en el corregimiento de Paraguachón, justo en la frontera con Venezuela. Posee una longitud total de 188 km en La Guajira; y constituye los Tramos 9 y 10, que han sido otorgados como concesión para su administración y mantenimiento a la entidad Concesión Santa Marta-Paraguachón.

### Transversal El Carmen-Puerto Bolívar (Ruta 88)
Esta vía comienza en Buenavista, justo en el punto donde termina la Troncal del Carbón. Pasa por los municipios de Distracción, Fonseca, Barrancas, Hatonuevo y Albania.

### Troncal del Carbón (Ruta 49)
La carretera recibe este nombre, porque pasa por las minas de carbón de La Jagua de Ibirico en el Departamento del Cesar. Ingresa por el sur del departamento, y es la vía que deben usar los vehículos que transitan por los municipios de La Jagua del Pilar, Urumita, Villanueva, El Molino (La Guajira) y San Juan del Cesar. Finaliza en el corregimiento de Buenavista, en el punto de inicio de la Ruta 88. La longitud desde Cuestecita - Carraipía- Maicao no se encuentra pavimentada.

## Red Secundaria

### Corredor del Carbón
Pasa por los corregimientos de Chole, Matitas y Tigreras en el Municipio de Riohacha. Esta vía está planeada para unir la mina de carbón del departamento con la Troncal del Caribe, con intersección en la comunidad de El Ebanal a 33 km de la capital La Guajira.

### Cuestecitas - Uribia - Manaure
Esta es una carretera privada construida por la firma Cerrejón, perteneciente a varias transnacionales extranjera. La vía inicia en Albania, pero recorre un trayecto muy incomunicado que enlaza a la comunidad de Cuestecitas con la Ruta 88 y la Ruta 90, en el sitio conocido como «Cuatro Vías»; de allí se desplaza hasta Uribia, y en esta pequeña ciudad se puede realizar la conexión con Manaure.
Esta vía es la más utilizada para llegar a cercanías de la península de La Guajira. Es una carretera casi por completo recta de 87 km de recorrido aproximado.

## Red Terciaria

### Riohacha - Pájaro - Manaure
Es una carretera en proyecto de construcción, pavimentada en la mitad de su totalidad entre Riohacha y la comunidad de El Pájaro, pero desde esa comunidad hasta Manaure aún no cuenta con pavimentación.
Inicia a 5 km de Riohacha y recorre las pequeñas comunidades Pancho y Musichi, y pasa cerca de Mayapo, Árbol de Descanso y las salinas de Manaure. Esta vía fue una trocha peligrosa que en la década de 1980 era azotada por atracos de grupos insurgentes indígenas.
Aún no existe con exactitud el trayecto completo de la carretera, ya que existen planes de ampliación para conectar así las poblaciones ubicadas en cercanía del cabo de La Vela, zona conocida como Media Luna.